# Mats Wilander
Mats Wilander (sinh ngày 22 tháng 8 năm 1964 tại Växjö, Thụy Điển) là cựu tay vợt số 1 thế giới người Thuỵ Điển. Từ năm 1982 đến 1988, ông giành 7 giải Grand Slam đơn (3 Pháp Mở rộng, 3 Úc Mở rộng, 1 Mỹ Mở rộng), và 1 giải đôi Grand Slam tại Wimbledon. Ông giành 3 trong 4 giải Grand Slam trong năm 1988 và đoạt vị trí số 1 thế giới. Mặc dù vậy, Wilander vẫn chưa giành được giải Wimbledon đơn. Ông đã vô địch Úc Mở rộng khi giải đấu diễn ra trên mặt sân cỏ. Chính vì vậy dù chưa vô địch Wimbledon nhưng ông vẫn là một trong 6 tay vợt (cùng Jimmy Connors, Andre Agassi, Roger Federer, Rafael Nadal và Novak Djokovic) vô địch trên tất cả các mặt sân ở các giải Grand Slam (cứng, cỏ, đất nện). Wilander giành 4 giải Grand Slam khi mới 20 tuổi, là tay vợt trẻ nhất đạt được thành tựu này.
Winlander giành 33 chức vô địch đơn và 7 chức vô địch đôi trong suốt sự nghiệp. Ông cũng là nhân tố giúp Thụy Điển 7 lần vào chung kết Davis Cup vào thập niên 80.
Năm 2002 Wilander được ghi danh tại Đài danh vọng quần vợt thế giới.

## Chung kết Grand Slam

### Đơn: 11 (7 danh hiệu, 4 á quân)
| Kết quả | Năm  | Giải đấu            | Mặt sân | Đối thủ         | Tỷ số                        |
| ------- | ---- | ------------------- | ------- | --------------- | ---------------------------- |
| Vô địch | 1982 | French Open         | Đất nện | Guillermo Vilas | 1–6, 7–6(8–6), 6–0, 6–4      |
| Á quân  | 1983 | French Open         | Đất nện | Yannick Noah    | 2–6, 5–7, 6–7(3–7)           |
| Vô địch | 1983 | Australian Open     | Cỏ      | Ivan Lendl      | 6–1, 6–4, 6–4                |
| Vô địch | 1984 | Australian Open (2) | Cỏ      | Kevin Curren    | 6–7(5–7), 6–4, 7–6(7–3), 6–2 |
| Vô địch | 1985 | French Open (2)     | Đất nện | Ivan Lendl      | 3–6, 6–4, 6–2, 6–2           |
| Á quân  | 1985 | Australian Open     | Cỏ      | Stefan Edberg   | 4–6, 3–6, 3–6                |
| Á quân  | 1987 | French Open         | Đất nện | Ivan Lendl      | 5–7, 2–6, 6–3, 6–7(3–7)      |
| Á quân  | 1987 | US Open             | Cứng    | Ivan Lendl      | 7–6(9–7), 0–6, 6–7(4–7), 4–6 |
| Vô địch | 1988 | Australian Open (3) | Cứng    | Pat Cash        | 6–3, 6–7(3–7), 3–6, 6–1, 8–6 |
| Vô địch | 1988 | French Open (3)     | Đất nện | Henri Leconte   | 7–5, 6–2, 6–1                |
| Vô địch | 1988 | US Open             | Cứng    | Ivan Lendl      | 6–4, 4–6, 6–3, 5–7, 6–4      |

### Đôi: 3 (1 danh hiệu, 2 á quân)
| Kết quả | Năm  | Giải đấu        | Mặt sân | Đồng đội       | Đối thủ                           | Tỷ số                   |
| ------- | ---- | --------------- | ------- | -------------- | --------------------------------- | ----------------------- |
| Á quân  | 1984 | Australian Open | Cỏ      | Joakim Nyström | Mark Edmondson Sherwood Stewart   | 2–6, 2–6, 5–7           |
| Win     | 1986 | Wimbledon       | Cỏ      | Joakim Nyström | Gary Donnelly Peter Fleming       | 7–6(7–4), 6–3, 6–3      |
| Á quân  | 1986 | US Open         | Cứng    | Joakim Nyström | Andrés Gómez Slobodan Živojinović | 6–4, 3–6, 3–6, 6–4, 3–6 |

## Chung kết giải Grand Prix cuối năm

### Đơn: 1 (1 á quân)
| Kết quả | Năm  | Giải đấu           | Mặt sân  | Đối thủ    | Tỷ số         |
| ------- | ---- | ------------------ | -------- | ---------- | ------------- |
| Á quân  | 1987 | Grand Prix Masters | Thảm (i) | Ivan Lendl | 2–6, 2–6, 3–6 |

### Đôi: 1 (1 á quân)
| Kết quả | Năm  | Giải đấu           | Mặt sân  | Đồng đội       | Đối thủ                     | Tỷ số         |
| ------- | ---- | ------------------ | -------- | -------------- | --------------------------- | ------------- |
| Á quân  | 1985 | Grand Prix Masters | Thảm (i) | Joakim Nyström | Stefan Edberg Anders Järryd | 1–6, 6–7(5–7) |

## Chung kết Grand Prix Super Series

### Đơn: 15 (8 danh hiệu, 7 á quân)
| Kết quả | Năm  | Giải đấu            | Mặt sân  | Đối thủ          | Tỷ số                   |
| ------- | ---- | ------------------- | -------- | ---------------- | ----------------------- |
| Vô địch | 1983 | Monte Carlo, France | Đất nện  | Mel Purcell      | 6–1, 6–2, 6–3           |
| Vô địch | 1983 | Cincinnati, U.S.    | Cứng     | John McEnroe     | 6–4, 6–4                |
| Á quân  | 1984 | Monte Carlo, France | Đất nện  | Henrik Sundström | 3–6, 5–7, 2–6           |
| Vô địch | 1984 | Cincinnati, U.S.    | Cứng     | Anders Järryd    | 7–6(7–4), 6–3           |
| Á quân  | 1984 | Stockholm, Sweden   | Cứng (i) | John McEnroe     | 2–6, 6–3, 2–6           |
| Á quân  | 1985 | Monte Carlo, France | Đất nện  | Ivan Lendl       | 1–6, 3–6, 6–4, 4–6      |
| Á quân  | 1985 | Cincinnati, U.S.    | Cứng     | Boris Becker     | 4–6, 2–6                |
| Á quân  | 1985 | Tokyo, Japan        | Thảm (i) | Ivan Lendl       | 0–6, 4–6                |
| Á quân  | 1986 | Miami, U.S.         | Cứng     | Ivan Lendl       | 6–3, 1–6, 6–7(5–7), 4–6 |
| Vô địch | 1986 | Cincinnati, U.S.    | Cứng     | Jimmy Connors    | 4–6, 7–5, 6–1, 6–3      |
| Á quân  | 1986 | Stockholm, Sweden   | Cứng (i) | Stefan Edberg    | 2–6, 1–6, 1–6           |
| Vô địch | 1987 | Monte Carlo, France | Clay     | Jimmy Arias      | 6–3, 6–3, 6–4           |
| Vô địch | 1987 | Rome, Italy         | Clay     | Martín Jaite     | 6–3, 6–3, 6–4           |
| Vô địch | 1988 | Miami, U.S.         | Hard     | Jimmy Connors    | 6–4, 4–6, 6–4, 6–4      |
| Vô địch | 1988 | Cincinnati, U.S.    | Hard     | Stefan Edberg    | 3–6, 7–6(7–5), 7–6(7–5) |

- Ghi chú: trước khi ATP tiếp quản việc điều hành tour chuyên nghiệp nam vào năm 1990, Tour Grand Prix đã có một loạt sự kiện là tiền thân của Masters Series được biết đến với tên gọi Grand Prix Tennis Super Series.

## Chung kết ATP
| Giải đấu                                             |
| ---------------------------------------------------- |
| Grand Slam (7-4)                                     |
| Year-end Championships (0-1)                         |
| Grand Prix Super Series (8-7)                        |
| Grand Prix Regular Series / ATP World Series (18-14) |

| Giải đấu        |
| --------------- |
| Đất nện (20–11) |
| Cỏ (2–1)        |
| Cứng (9–8)      |
| Thảm (2–6)      |

| Titles by setting  |
| ------------------ |
| Ngoài trời (30–15) |
| Trong nhà (3–11)   |

### Đơn: 59 (33 danh hiệu, 26 á quân)
| Kết quả | Thắng-Thua | Ngày              | Giải đấu                           | Mặt sân  | Đối thủ           | Tỷ số                        |
| ------- | ---------- | ----------------- | ---------------------------------- | -------- | ----------------- | ---------------------------- |
| Á quân  | 0–1        | Tháng 11 năm 1981 | Bangkok, Thái Lan                  | Thảm (i) | Bill Scanlon      | 2–6, 3–6                     |
| Á quân  | 0–2        | Tháng 3 năm 1982  | Brussels, Bỉ                       | Thảm (i) | Vitas Gerulaitis  | 6–4, 6–7(2–7), 2–6           |
| Vô địch | 1–2        | Tháng 6 năm 1982  | French Open, Paris, Pháp           | Đất nện  | Guillermo Vilas   | 1–6, 7–6(8–6), 6–0, 6–4      |
| Vô địch | 2–2        | Tháng 7 năm 1982  | Båstad, Thụy Điển                  | Đất nện  | Henrik Sundström  | 6–4, 6–4                     |
| Vô địch | 3–2        | Tháng 9 năm 1982  | Geneva, Thụy Sĩ                    | Đất nện  | Tomáš Šmíd        | 7–5, 4–6, 6–4                |
| Vô địch | 4–2        | Tháng 10 năm 1982 | Barcelona, Tây Ban Nha             | Đất nện  | Guillermo Vilas   | 6–3, 6–4, 6–3                |
| Á quân  | 4–3        | Tháng 10 năm 1982 | Basel, Thụy Sĩ                     | Cứng (i) | Yannick Noah      | 4–6, 2–6, 3–6                |
| Á quân  | 4–4        | Tháng 11 năm 1982 | Stockholm, Thụy Điển               | Cứng (i) | Henri Leconte     | 6–7(4–7), 3–6                |
| Á quân  | 4–5        | Tháng 1 năm 1983  | Guarujá, Brazil                    | Đất nện  | Jose Luis Clerc   | 6–3, 5–7, 1–6                |
| Vô địch | 5–5        | Tháng 3 năm 1983  | Monte Carlo, Monaco                | Đất nện  | Mel Purcell       | 6–1, 6–2, 6–3                |
| Vô địch | 6–5        | Tháng 4 năm 1983  | Lisbon, Bồ Đào Nha                 | Đất nện  | Yannick Noah      | 2–6, 7–6(7–2), 6–4           |
| Vô địch | 7–5        | Tháng 4 năm 1983  | Aix-en-Provence, Pháp              | Đất nện  | Sergio Casal      | 6–3, 6–2                     |
| Á quân  | 7–6        | Tháng 6 năm 1983  | French Open, Paris, Pháp           | Đất nện  | Yannick Noah      | 2–6, 5–7, 6–7(3–7)           |
| Vô địch | 8–6        | Tháng 7 năm 1983  | Båstad, Thụy Điển (2)              | Đất nện  | Anders Järryd     | 6–1, 6–2                     |
| Vô địch | 9–6        | Tháng 8 năm 1983  | Cincinnati, Mỹ                     | Cứng     | John McEnroe      | 6–4, 6–4                     |
| Vô địch | 10–6       | Tháng 9 năm 1983  | Geneva, Thụy Sĩ (2)                | Đất nện  | Henrik Sundström  | 3–6, 6–1, 6–3                |
| Vô địch | 11–6       | Tháng 10 năm 1983 | Barcelona, Tây Ban Nha (2)         | Đất nện  | Guillermo Vilas   | 6–0, 6–3, 6–1                |
| Vô địch | 12–6       | Tháng 11 năm 1983 | Stockholm, Thụy Điển               | Cứng (i) | Tomáš Šmíd        | 6–1, 7–5                     |
| Vô địch | 13–6       | Tháng 12 năm 1983 | Australian Open, Melbourne, Úc     | Cỏ       | Ivan Lendl        | 6–1, 6–4, 6–4                |
| Á quân  | 13–7       | Tháng 3 năm 1984  | Milan, Ý                           | Thảm (i) | Stefan Edberg     | 4–6, 2–6                     |
| Á quân  | 13–8       | Tháng 4 năm 1984  | Monte Carlo, Monaco                | Đất nện  | Henrik Sundström  | 3–6, 5–7, 2–6                |
| Vô địch | 14–8       | Tháng 8 năm 1984  | Cincinnati, U.S. (2)               | Cứng     | Anders Järryd     | 7–6(7–4), 6–3                |
| Vô địch | 15–8       | Tháng 10 năm 1984 | Barcelona, Tây Ban Nha (3)         | Đất nện  | Joakim Nyström    | 7–6(7–5), 6–4, 0–6, 6–2      |
| Á quân  | 15–9       | Tháng 11 năm 1984 | Stockholm, Thụy Điển               | Cứng (i) | John McEnroe      | 2–6, 6–3, 2–6                |
| Vô địch | 16–9       | Tháng 12 năm 1984 | Australian Open, Melbourne, Úc (2) | Cỏ       | Kevin Curren      | 6–7(5–7), 6–4, 7–6(7–4), 6–2 |
| Á quân  | 16–10      | Tháng 3 năm 1985  | Brussels, Bỉ                       | Cứng (i) | Anders Jarryd     | 4–6, 6–3, 5–7                |
| Á quân  | 16–11      | Tháng 4 năm 1985  | Monte Carlo, Monaco                | Đất nện  | Ivan Lendl        | 1–6, 3–6, 6–4, 4–6           |
| Vô địch | 17–11      | Tháng 6 năm 1985  | French Open, Paris (2)             | Đất nện  | Ivan Lendl        | 3–6, 6–4, 6–2, 6–2           |
| Vô địch | 18–11      | Tháng 7 năm 1985  | Boston, Mỹ                         | Đất nện  | Martín Jaite      | 6–2, 6–4                     |
| Vô địch | 19–11      | Tháng 7 năm 1985  | Båstad, Thụy Điển (3)              | Đất nện  | Stefan Edberg     | 6–1, 6–0                     |
| Á quân  | 19–12      | Tháng 8 năm 1985  | Cincinnati, Mỹ                     | Cứng     | Boris Becker      | 4–6, 2–6                     |
| Á quân  | 19–13      | Tháng 9 năm 1985  | Geneva, Thụy Sĩ                    | Đất nện  | Tomáš Šmíd        | 4–6, 4–6                     |
| Á quân  | 19–14      | Tháng 9 năm 1985  | Barcelona, Tây Ban Nha             | Đất nện  | Thierry Tulasne   | 6–0, 2–6, 6–3, 4–6, 0–6      |
| Á quân  | 19–15      | Tháng 10 năm 1985 | Tokyo, Nhật Bản                    | Thảm (i) | Ivan Lendl        | 0–6, 4–6                     |
| Á quân  | 19–16      | Tháng 12 năm 1985 | Australian Open, Melbourne, Úc     | Cỏ       | Stefan Edberg     | 4–6, 3–6, 3–6                |
| Á quân  | 19–17      | Tháng 2 năm 1986  | Miami, Mỹ                          | Cứng     | Ivan Lendl        | 6–3, 1–6, 6–7(5–7), 4–6      |
| Vô địch | 20–17      | Tháng 3 năm 1986  | Brussels, Bỉ                       | Thảm (i) | Broderick Dyke    | 6–2, 6–3                     |
| Á quân  | 20–18      | Tháng 7 năm 1986  | Båstad, Thụy Điển                  | Đất nện  | Emilio Sanchez    | 6–7(5–7), 6–4, 4–6           |
| Vô địch | 21–18      | Tháng 8 năm 1986  | Cincinnati, Mỹ (3)                 | Cứng     | Jimmy Connors     | 6–4, 6–1                     |
| Á quân  | 21–19      | Thấng 11 năm 1986 | Stockholm, Thụy Điển               | Cứng (i) | Stefan Edberg     | 2–6, 1–6, 1–6                |
| Vô địch | 22–19      | Tháng 3 năm 1987  | Brussels, Bỉ (2)                   | Thảm (i) | John McEnroe      | 6–3, 6–4                     |
| Vô địch | 23–19      | Tháng 4 năm 1987  | Monte Carlo, Monaco (2)            | Đất nện  | Jimmy Arias       | 4–6, 7–5, 6–1, 6–3           |
| Vô địch | 24–19      | Tháng 5 năm 1987  | Rome, Ý                            | Đất nện  | Martín Jaite      | 6–3, 6–4, 6–4                |
| Á quân  | 24–20      | Tháng 6 năm 1987  | French Open, Paris, Pháp           | Đất nện  | Ivan Lendl        | 5–7, 2–6, 6–3, 6–7(3–7)      |
| Vô địch | 25–20      | Tháng 7 năm 1987  | Boston, Mỹ (2)                     | Đất nện  | Kent Carlsson     | 7–6(7–5), 6–1                |
| Vô địch | 26–20      | Tháng 7 năm 1987  | Indianapolis, Mỹ                   | Đất nện  | Kent Carlsson     | 7–5, 6–3                     |
| Á quân  | 26–21      | Tháng 9 năm 1987  | US Open, New York, Mỹ              | Cứng     | Ivan Lendl        | 7–6(9–7), 0–6, 6–7(4–7), 4–6 |
| Á quân  | 26–22      | Tháng 9 năm 1987  | Barcelona, Tây Ban Nha             | Đất nện  | Martín Jaite      | 6–7(5–7), 4–6, 6–4, 6–0, 4–6 |
| Á quân  | 26–23      | Tháng 12 năm 1987 | Masters, New York, Mỹ              | Thảm (i) | Ivan Lendl        | 2–6, 2–6, 3–6                |
| Vô địch | 27–23      | Tháng 1 năm 1988  | Australian Open, Melbourne, Úc (3) | Cứng     | Pat Cash          | 6–3, 6–7(3–7), 3–6, 6–1, 8–6 |
| Vô địch | 28–23      | Tháng 3 năm 1988  | Miami, Mỹ                          | Cứng     | Jimmy Connors     | 6–4, 4–6, 6–4, 6–4           |
| Vô địch | 29–23      | Tháng 6 năm 1988  | French Open, Paris, Pháp (3)       | Đất nện  | Henri Leconte     | 7–5, 6–2, 6–1                |
| Vô địch | 30–23      | Tháng 8 năm 1988  | Cincinnati, Mỹ (4)                 | Cứng     | Stefan Edberg     | 3–6, 7–6(7–5), 7–6(7–5)      |
| Vô địch | 31–23      | Tháng 9 năm 1988  | US Open, New York, Mỹ              | Cứng     | Ivan Lendl        | 6–4, 4–6, 6–3, 5–7, 6–4      |
| Vô địch | 32–23      | Tháng 9 năm 1988  | Palermo, Ý                         | Đất nện  | Kent Carlsson     | 6–1, 3–6, 6–4                |
| Á quân  | 32–24      | Tháng 7 năm 1989  | Boston, Mỹ                         | Đất nện  | Andrés Gómez      | 1–6, 4–6                     |
| Á quân  | 32–25      | Tháng 7 năm 1990  | Lyon, Pháp                         | Thảm (i) | Marc Rosset       | 3–6, 2–6                     |
| Vô địch | 33–25      | Tháng 11 năm 1990 | Itaparica, Brazil                  | Cứng     | Marcelo Filippini | 6–1, 6–2                     |
| Á quân  | 33–26      | Tháng 5 năm 1996  | Pinehurst, Mỹ                      | Đất nện  | Fernando Meligeni | 4–6, 2–6                     |

### Đôi: 18 (7 danh hiệu, 11 á quân)
| Kết quả | Thắng-Thua | Ngày              | Giải đấu                          | Mặt sân  | Đồng đội          | Đối thủ                            | Tỷ số                   |
| ------- | ---------- | ----------------- | --------------------------------- | -------- | ----------------- | ---------------------------------- | ----------------------- |
| Á quân  | 0–1        | Tháng 7 năm 1982  | Båstad, Thụy Điển                 | Đất nện  | Joakim Nyström    | Anders Järryd Hans Simonsson       | 6–0, 3–6, 6–7           |
| Á quân  | 0–2        | Tháng 3 năm 1983  | Brussels, Bỉ                      | Thảm (i) | Hans Simonsson    | Heinz Günthardt Balázs Taróczy     | 2–6, 4–6                |
| Vô địch | 1–2        | Tháng 7 năm 1983  | Båstad, Thụy Điển                 | Đất nện  | Joakim Nyström    | Anders Järryd Hans Simonsson       | 1–6, 7–6, 7–6           |
| Á quân  | 1–3        | Tháng 9 năm 1983  | Geneva, Thụy Sĩ                   | Đất nện  | Joakim Nyström    | Stanislav Birner Blaine Willenborg | 1–6, 6–2, 3–6           |
| Á quân  | 1–4        | Tháng 1 năm 1984  | Australian Open, Melbourne, Úc    | Cỏ       | Joakim Nyström    | Mark Edmondson Sherwood Stewart    | 2–6, 2–6, 5–7           |
| Á quân  | 1–5        | Tháng 4 năm 1984  | Monte Carlo, Monaco               | Đất nện  | Jan Gunnarsson    | Mark Edmondson Sherwood Stewart    | 2–6, 1–6                |
| Vô địch | 2–5        | Tháng 9 năm 1984  | Geneva, Thụy Sĩ                   | Đất nện  | Michael Mortensen | Libor Pimek Tomáš Šmíd             | 6–1, 3–6, 7–5           |
| Vô địch | 3–5        | Tháng 1 năm 1985  | Philadelphia, Mỹ                  | Thảm (i) | Joakim Nyström    | Wojtek Fibak Sandy Mayer           | 3–6, 6–2, 6–2           |
| Vô địch | 4–5        | Tháng 5 năm 1985  | Rome, Ý                           | Đất nện  | Anders Järryd     | Ken Flach Robert Seguso            | 4–6, 6–3, 6–2           |
| Á quân  | 4–6        | Tháng 8 năm 1985  | Cincinnati, Mỹ                    | Cứng     | Joakim Nyström    | Stefan Edberg Anders Järryd        | 6–4, 2–6, 3–6           |
| Á quân  | 4–7        | Tháng 1 năm 1986  | Masters, New York, Mỹ             | Thảm (i) | Joakim Nyström    | Stefan Edberg Anders Järryd        | 1–6, 6–7                |
| Á quân  | 4–8        | Tháng 4 năm 1986  | Monte Carlo, Monaco               | Đất nện  | Joakim Nyström    | Guy Forget Yannick Noah            | 4–6, 6–3, 4–6           |
| Vô địch | 5–8        | Tháng 7 năm 1986  | Wimbledon, London, Vương quốc Anh | Cỏ       | Joakim Nyström    | Gary Donnelly Peter Fleming        | 7–6, 6–3, 6–3           |
| Á quân  | 5–9        | Tháng 9 năm 1986  | US Open, New York, Mỹ             | Cứng     | Joakim Nyström    | Andrés Gómez Slobodan Živojinović  | 6–4, 3–6, 3–6, 6–4, 3–6 |
| Á quân  | 5–10       | Tháng 7 năm 1987  | Boston, Mỹ                        | Đất nện  | Joakim Nyström    | Hans Gildemeister Andrés Gómez     | 6–7, 6–3, 1–6           |
| Á quân  | 5–11       | Tháng 7 năm 1987  | Indianapolis, Mỹ                  | Đất nện  | Joakim Nyström    | Laurie Warder Blaine Willenborg    | 0–6, 3–6                |
| Vô địch | 6–11       | Tháng 8 năm 1994  | Prague, Cộng hoà Séc              | Đất nện  | Karel Nováček     | Tomáš Krupa Pavel Vízner           | Bỏ cuộc                 |
| Vô địch | 7–11       | Tháng 10 năm 1994 | Santiago, Chile                   | Đất nện  | Karel Nováček     | Tomás Carbonell Francisco Roig     | 4–6, 7–6, 7–6           |